# Sara Wilford
Sara Delano Roosevelt Whitney diBonaventura Wilford (* 13. März 1932 in Boston, Massachusetts; † 22. Oktober 2021 in New York City) war eine US-amerikanische Psychologin und Hochschullehrerin.

## Leben und Wirken
Sara Wilford wurde am 13. März 1932 als Sara Delano Roosevelt in Boston im US-Bundesstaat Massachusetts geboren. Ihre Eltern waren James Roosevelt (1907–1991), Sohn des 32. US-Präsidenten Franklin D. Roosevelt (1882–1945) und dessen Ehefrau Eleanor Roosevelt (1884–1962), und Betsey Cushing Roosevelt Whitney (1908–1998), Tochter des Gehirnchirurgen und Medizinhistorikers Harvey Cushing (1869–1939) und dessen Ehefrau Katharine Stone Crowell (1870–1949). Aus der Ehe ihrer Eltern stammt auch die am 16. Februar 1936 geborene Tochter Kate Roosevelt Whitney, die von 1959 bis 1974 mit dem Journalisten und Lobbyisten William Haddad (1928–2020) verheiratet war. Aus den nachfolgenden drei Ehen ihres Vaters stammen weitere fünf Halbgeschwister: James Roosevelt III (* 9. November 1945), Michael Anthony Roosevelt (* 7. Dezember 1946), Anna Eleanor Roosevelt (* 10. Januar 1948), Hall Delano Roosevelt (* 27. Juni 1959) und Rebecca Mary Roosevelt (* 12. April 1971). Nach der Scheidung ihrer Eltern im Jahr 1940 heiratete ihre Mutter, die das Sorgerecht für beide Kinder zugesprochen bekam, 1942 den Unternehmer, Diplomaten, Verleger, Kunstmäzen und Kunstsammler John Hay Whitney (1904–1982), der nunmehr ihr Stiefvater wurde. Whitney adoptierte in weiterer Folge auch beide Töchter. Nach erfolgreichem High-School-Abschluss studierte sie am Bank Street College of Education in New York City, das sie mit einem Master of Science in Education (M.S.Ed.) abschloss. Im Jahre 1953 heiratete sie den Pianisten und späteren Hochschullehrer Anthony di Bonaventura (1929–2012), von dem sie sich nach fast 20 Jahren Ehe im Jahr 1972 scheiden ließ. Der Ehe entstammen fünf gemeinsame Kinder. Ein Jahr später heiratete sie den Musik- und Kunstmanager Ronald A. Wilford (1927–2015), mit dem sie bis zu dessen Tod am 13. Juni 2015 verheiratet war. Seit der Ehe mit Ronald A. Wilford lebte sie in einem Apartment an der an den Central Park grenzenden Fifth Avenue mit Blick auf das Jacqueline Kennedy Onassis Reservoir.
Vor ihrer Lehrzeit am Sarah Lawrence College war Wilford sieben Jahre lang an öffentlichen Schulen in Bronxville tätig. Ab 1982 war Wilford Gründerin und Direktorin des Early Childhood Center am Sarah Lawrence College in Yonkers im US-Bundesstaat New York. 1972 hatte sie hier im Alter von 40 Jahren ihr Studium abgeschlossen. An der 1937 als Laborschule gegründeten Einrichtung erlernen Graduates und Undergraduates der Studienrichtungen Kindesentwicklung (engl. child development) und Frühpädagogik (engl. (early) childhood education) den Umgang mit Kindern im Alter zwischen zwei und sechs Jahren und helfen gleichzeitig in deren Entwicklung mit. Während Wilfords Amtszeit ergänzte das Center sein Angebot um eine Klasse für Fünf- bis Sechsjährige und erweiterte die finanzielle Unterstützung für Familien der teilnehmenden Kinder. Im Jahr 2003 trat die damals 71-Jährige von ihrem Amt zurück, war aber weiterhin als Direktorin des Art-of-Teaching-Graduiertenprogramms in der Frühpädagogik tätig. Diese Stelle übte sie von 1985 bis 2014 aus und trat daraufhin – mittlerweile 82-jährig – in den Ruhestand. Weiters gehörte sie von 1982 bis zu ihrer Emeritierung im Juni 2014 der psychologischen Fakultät des Colleges an.
Wilford unterrichtete Kurse, in denen die Prinzipien der Kinderentwicklung mit der pädagogischen Praxis verbunden wurden. Darüber hinaus leitete sie Workshops, Seminare und Konferenzen zur frühkindlichen Bildung und Alphabetisierung. Weiters war sie Mitglied des Editorial Advisory Board des Child-Magazins, das von 1986 bis 2007 von der Meredith Corporation publiziert wurde. Als Autorin trat sie mit dem 1989 erschienenen Buch Tough Topics: How to Use Books in Talking with Children About Life Issues and Problems and What you Need to Know When Your Child is Learning to Read. (dt. Tough Topics: Wie man Bücher verwendet, um mit Kindern über Lebensfragen und -probleme zu sprechen und was Sie wissen müssen, wenn Ihr Kind lesen lernt.) in Erscheinung; das Buch erhielt durchwegs gute Kritiken. Für die über den Verlag Scholastic veröffentlichten Magazine Early Childhood Today und Parent and Child verfasste Wilford ebenfalls Beiträge. Zusammen mit Sheila Hanna und basierend auf der Arbeit von Stanley Greenspan schrieb sie auch den Floor Time Curriculum Guide. Am Lilian Katz Symposium an der University of Illinois präsentierte sie im November 2000 ihre wissenschaftliche Publikation From Play to Literacy; Implications for the Classroom. Ihre Studienreisen brachten sie zu Schulen in der Provinz Reggio Emilia in Italien (1993) oder zur U.S./South Africa Joint Conference on Early Childhood Education im Jahr 1996. An der Universität Athen hielt sie ein von deren Abteilung für Frühpädagogik gesponsertes Seminar und war Mitglied von Alphabetisierungsdelegationen nach Neuseeland und Australien im Sommer 2000.
Zu sehen war Wilford auch in den Learning-Child-Videos, die unter Anleitung von Experten des von ihr mitbegründeten Child Development Institute (CDI) am Sarah Lawrence College für das landesweite Fernsehen produziert wurden. Vom Westchester Community College wurde Wilford im Jahre 1999 mit einem Outstanding Service Award ausgezeichnet. 2009 erhielt sie in der Kategorie Early Childhood Leader einen Champions for Children Leader of the Year Award, der von der New York State Association for the Education of Young Children (NYAEYC) vergeben wurde.